# Азовське сидіння
Азо́вське сиді́ння — оборона донськими і запорізькими козаками Азова від османських військ у 1637—1642 роках.
Азов, наприкінці 15 ст. був стратегічно важливою фортецею Туреччини, яка перекривала донським козакам вихід в Азовське море і слугувала базою для турецько-татарських військ у його акваторії.
Спираючись на Азов, захоплений османами 1471 року, кримські і ногайські татари протягом 16 — початку 17 століття робили спустошливі напади на українські та московські землі.
У квітні 1637 року донські козаки, довідавшись про наміри Османської імперії витіснити їх з Дон, вирішили випередити противника і відвоювати фортецю Азов. Скориставшись з внутрішньої боротьби в Кримському ханстві, донські козаки разом із запорожцями 18 червня 1637 року несподівано оточили Азов і після 9 тижнів облоги, заклавши міну в підкоп під мур, здобули фортецю, визволивши близько 2 тисяч невільників. Козаки володіли містом протягом 5 років.
Закінчивши війну з Іраном, османський султан Ібрагім I послав в 1641 році під Азов велике військо. Козаки виявили надзвичайну хоробрість і відбили 24 атаки ворога. Захисники фортеці (5,5 тисяч чоловік в тому числі 800 жінок) витримали облогу 240-тисячної османсько-татарської армії під проводом сераскера Хусейна-Делі. Втративши 70 тисяч чоловік вбитими і пораненими, османи 26 вересня 1641 року відступили після 44-тижневої облоги. Козаки, розуміючи, що власними силами їм не втримати фортецю, звернулися до московського уряду з проханням прийняти Азов під свою владу. Але останній, уникаючи війни із Османською імперією, порадив козакам залишити Азов. Навесні 1642 року козаки зруйнували фортецю і відступили з Азова.